# Julian Hawthorne
Pour les articles homonymes, voir Hawthorne.
Julian Hawthorne (Salem, 22 juin 1846 - San Francisco, 21 juillet 1934) est un journaliste et écrivain américain, fils de Nathaniel Hawthorne et de Sophia Peabody. 
Il a écrit de nombreux poèmes, des romans, des nouvelles, des polars, des essais, des livres de voyage ou encore, entre autres, des biographies. Comme journaliste, il a couvert la famine indienne pour le Cosmopolitan et la guerre hispano-américaine pour le New York Journal.

## Biographie
Né le 22 juin 1846, au 14 Street Mall à Salem dans le Massachusetts, il est le deuxième enfant de Nathaniel Hawthorne et de Sophia Peabody.
Il entre en 1863 au Harvard College mais n'en est pas diplômé. Il est instruit en privé en allemand par James Russell Lowell. Il étudie finalement le génie civil et devient ingénieur du New York City Dock Department sous les ordres du Général McClellan (1870–1872). Il vit ensuite une dizaine d'années en Europe où il publie plusieurs de ses romans ainsi que livres sur ses parents : Nathaniel Hawthorne and His Wife (1884–1885) et Hawthorne and His Circle (1903). On lui doit aussi en avril 1886 une critique du livre de son père La Lettre écarlate publiée dans The Atlantic.
Journaliste polémique, il est impliqué en 1908 dans une fraude postale et est condamné pour cela en 1913. Il avait ainsi vendu pour trois millions et demi d'actions dans une mine d'argent inexistante. Il est alors emprisonné un an au centre pénitentiaire d'Atlanta. 
À sa sortie de prison, il a écrit The Subterranean Brotherhood (1914), une œuvre non romanesque appelant à une fin immédiate de l'incarcération des criminels. Il y fait valoir, sur la base de sa propre expérience, que l'incarcération est inhumaine, et devrait être remplacé par la persuasion morale. De la fraude pour laquelle il a été condamné, il a toujours clamé son innocence.

## Œuvres
- Bressant (1873)
- Idolatry: A Romance (1874)
- Garth (1874)
- Saxon Studies (1876)
- Archibald Malmaison (1879)
- Sebastian Strome (1880)
- Dust (1882)
- Beatrix Randolph (1883)
- Nathaniel Hawthorne and His Wife (1884)
- The Golden Fleece (1892)
- Hawthorne and His Circle (1903)
- The Subterranean Brotherhood (1914)
- The Memoirs of Julian Hawthorne (posthume, 1938)

## Évocations
- Julian Hawthorne tient une grande place dans le roman Lettre américaine (Paris, Libretto, 2018) que Marie Goudot consacre à son père Nathaniel Hawthorne et au roman La Lettre écarlate.